# Hurlothrumbo
Hurlothrumbo est un spectacle loufoque anglais du XVIIIe siècle écrit par le maître à danser Samuel Johnson, du Cheshire, et publié en 1729.
Le spectacle comprend des éléments parlés et chantés.
Écrivant à son sujet en 1855, Frederick Lawrence en dit :
 
« La comédie extraordinaire de Hurlothrumbo dont il est question était alors (mirabiledictu!) le sujet de discussion et d'admiration de toute la ville. Une production aussi bizarre et démentielle a été rarement écrite de la plume d'un être humain. »
L'auteur lui-même jouait le rôle principal de ce spectacle, chantant, dansant, jouant du violon, et marchant sur des échasses.
Le dramaturge et novelliste Henry Fielding cite Hurlothrumbo dans sa nouvelle The History of Tom Jones, a Foundling :

« Ainsi le fameux auteur de Hurlothrumbo dit à un savant évêque, que la raison pour laquelle Monseigneur ne pouvait pas apprécier l'excellence de sa pièce était qu'il ne la lisait pas avec un violon en main, alors que lui-même avait toujours tenu le sien pendant qu'il l'écrivait. »

## Source
- (en) Cet article est partiellement ou en totalité issu de l’article de Wikipédia en anglais intitulé « Hurlothrumbo » (voir la liste des auteurs).